# Association nationale allemande
L'Association nationale allemande (Deutscher Nationalverband) était une coalition informelle de partis politiques libéraux et nationaux allemands en Cisleithanie, une partie de l'Autriche-Hongrie. 
Il a été formé pour contester l'élection de 1911 de la chambre basse du Conseil impérial (Reichsrat) de Cisleithanie. Les coalitions lâches de ce type étaient courantes au sein du Conseil impérial. Elle comprenait dix partis individuels, dont le Parti populaire allemand (Deutsche Volkspartei), le Parti du progrès allemand (Deutsche Fortschrittspartei), le Parti radical allemand (Deutschradikale Partei) et le Parti agraire allemand (Deutsche Agrarpartei),.
Le Nationalverband réussit à obtenir 104 sièges aux élections de 1911, ce qui en fait le bloc le plus important du Conseil impérial, et évince le Parti chrétien-social qui dominait auparavant. Il s'appuie sur les électeurs des zones de conflit ethnique, comme le Royaume de Bohême et le Duché de Styrie, mais reçoit très peu de voix dans la capitale impériale, Vienne. Le bloc propose un plan de division de la Bohême selon des critères ethniques, mais le déclenchement de la Première Guerre mondiale met fin à toute discussion sur la réforme administrative.
Gustav Gross, président du Nationalverband, était favorable à la guerre, car il pensait qu'elle pourrait être utilisée comme un outil pour réorganiser l'empire et asseoir la domination allemande. Il écrivait en août 1914 qu'après une victoire rapide, les négociations de paix pourraient être utilisées pour établir l'allemand comme langue officielle de l'État, et aussi pour détacher de la Cisleithanie les royaumes de Dalmatie et de Galicie, largement slavophones. La direction de Gross est considérée comme inepte et modérée par les jeunes membres du Nationalverband, notamment en raison de sa volonté de collaborer avec les chrétiens-socialistes dans un gouvernement de guerre. Cela a conduit à des luttes intestines et à des factions au sein du bloc, et divers groupes dissidents aux objectifs plus extrêmes se sont formés. Comme le bloc a toujours été une coalition très lâche avec peu d'unité interne, ces luttes intestines ont finalement conduit à sa désintégration en 1917, au plus fort de la Première Guerre mondiale,. Il s'est divisé en dix-sept partis distincts.

## Source
- (en) Cet article est partiellement ou en totalité issu de l’article de Wikipédia en anglais intitulé « Deutscher Nationalverband » (voir la liste des auteurs).